# Понтіак (Міссурі)
Понтіак (англ. Pontiac) — переписна місцевість (CDP) в США, в окрузі Озарк штату Міссурі. Населення — 123 особи (2020).

## Географія
Понтіак розташований за координатами 36°31′19″ пн. ш. 92°36′12″ зх. д. / 36.52194° пн. ш. 92.60333° зх. д. (36.521832, -92.603298).  За даними Бюро перепису населення США в 2010 році переписна місцевість мала площу 8,46 км², з яких 6,50 км² — суходіл та 1,96 км² — водойми.

## Демографія
Згідно з переписом 2010 року, у переписній місцевості мешкало 175 осіб у 88 домогосподарствах у складі 62 родин. Густота населення становила 21 особа/км².  Було 189 помешкань (22/км²).
Расовий склад населення:
| - 97,1 % — білих |

До двох чи більше рас належало 2,3 %. Частка іспаномовних становила 1,7 % від усіх жителів.
За віковим діапазоном населення розподілялося таким чином: 8,6 % — особи молодші 18 років, 50,3 % — особи у віці 18—64 років, 41,1 % — особи у віці 65 років та старші. Медіана віку мешканця становила 59,8 року. На 100 осіб жіночої статі у переписній місцевості припадало 108,3 чоловіків;  на 100 жінок у віці від 18 років та старших — 113,3 чоловіків також старших 18 років.
Середній дохід на одне домашнє господарство  становив 55 410 доларів США (медіана — 55 606), а середній дохід на одну сім'ю — 59 111 долар (медіана — 56 023). За межею бідності перебувало 47,8 % осіб, у тому числі 70,3 % дітей у віці до 18 років та 0,0 % осіб у віці 65 років та старших.
Цивільне працевлаштоване населення становило 112 особи. Основні галузі зайнятості: освіта, охорона здоров'я та соціальна допомога — 21,4 %, будівництво — 19,6 %, мистецтво, розваги та відпочинок — 18,8 %.